# Sisinnio (nome)
Sisinnio  è un nome proprio di persona italiano maschile.

## Varianti
- Maschili: Sisinio[1], Sisinno[1], Sisino[1]
- Femminili: Sisinia[1], Sisina[1]

### Varianti in altre lingue
- Catalano: Sisini
- Croato: Sisinije
- Esperanto: Sisinio
- Greco antico: Σισίννιος (Sisinnios)
- Greco moderno: Σισίνιος (Sisinios)
- Latino: Sisinnius
- Lituano: Sizinijus
- Macedone: Сисиниј (Sisinij)
- Polacco: Syzyniusz
- Portoghese: Sisínio
- Rumeno: Sisiniu
- Russo: Сизинний (Sizinnij), Сисиний (Sisinij)
- Serbo: Сисиније (Sisinije)
- Slovacco: Sisin
- Sloveno: Sisinij
- Spagnolo: Sisinio
- Ucraino: Сизиній (Syzynij)
- Ungherese: Sziszinniusz

## Origine e diffusione
Tratto dal nome tardo latino Sisinnius, l'origine di questo nome è dibattuta, probabilmente orientale; sono state proposte origini persiane (correlandolo ad altri nomi persiani che cominciano alla stessa maniera, come Sisamne, Sisimitre, Sisigambi e via dicendo, il cui significato è però ignoto), levantine, etrusche, siriache, latine (col possibile significato di "capelli ricci" o "capelli dorati") o anche albanesi (da zeze, "nere", con un suffisso diminutivo).
Nella tarda antichità, specialmente dal IV secolo, il nome fu piuttosto popolare fra il clero cristiano. Ad oggi, nella forma Sisinio, il nome ha una certa diffusione in Puglia, Lucania, Calabria, Trentino e nelle Marche. La forma Sisinnio è maggiormente diffusa in Sardegna.

## Onomastico
L'onomastico si può festeggiare in memoria di più santi, alle date seguenti:
- 11 maggio, san Sisinio, martire con i santi Dioclezio e Fiorenzo ad Osimo sotto Diocleziano[5][6]
- 29 maggio, san Sisinnio, martire con i compagni Martirio e Alessandro in Anaunia[5][7][8]
- 10 luglio, san Sisinnio, martire con altri compagni a Nicopoli di Armenia sotto Licinio[7]
- 23 novembre, san Sisinno o Sisinio, martire a Cizico nell'Ellesponto[5][7]
- 29 novembre, san Sisinnio, martire a Roma con san Saturnino il Vecchio[5][9]

## Persone
- Sisinnio, papa

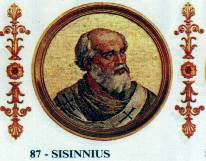
Papa Sisinnio

- Sisinnio, presbitero e santo romano
- Sisinnio Mocci, partigiano e antifascista italiano

### Variante Sisinio
- Sisinio II, vescovo bizantino

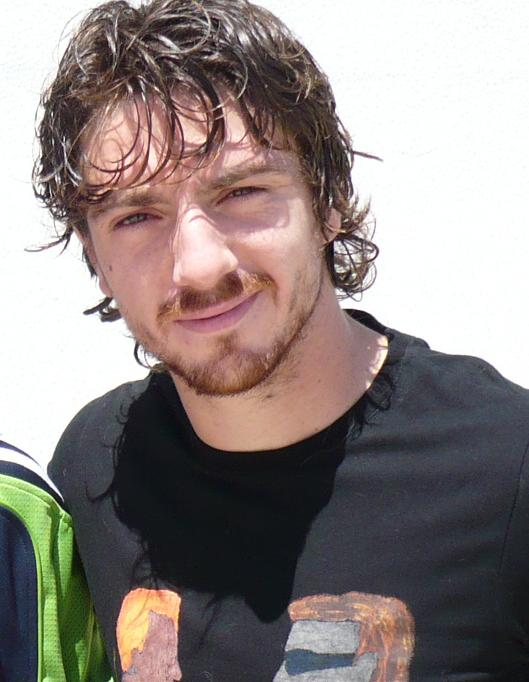
Sisinio González Martínez

- Sisinio González Martínez, calciatore spagnolo
- Sisinio Zito, politico italiano